# 浪分神社 (仙台市若林区)
浪分神社（なみわけじんじゃ）は、宮城県仙台市若林区にある神社である。旧社格は村社。過去の東北地方太平洋側で発生した大地震・大津波を伝える神社として注目を集めている。

## 由緒
由緒書によれば、もとは現在の鎮座地より南東500メートルにある八瀬川・稲荷堂地区の共同墓地が建つ場所付近に鎮座していたという。往古の当地は現在よりも広く、樹木の生い茂る高さ2メートルほどの小さな丘であったという。元禄16年（1703年）8月16日、当地の隠居であった又右衛門という者が世話人となり、村人が一丸となって石造りの小祠を建立した。
天保6年（1835年）6月25日、仙台地震・天保大津波と呼ばれる宮城県沖地震が発生。同年閏7月には二度の大洪水が襲い、その後も天保10年に至るまで荒天・冷害が起こったため天保の大飢饉が発生した。この惨状を憂いた当時の神主である津田民部は、霞目村の人々から祀られていた山神や庚申・疱瘡神の石碑が立つ現在地を卜占により選定し遷座、いぐねを伐採して社殿を建てて祀ったと伝わる。
天保7年（1836年）には、稲荷大神に加えて海神の娘・豊玉姫神の子である鸕鷀草葺不合尊の御神体を合祀し、石造り神明造の鳥居を奉納して除災祈願を行った。それ以降は津波の被害も減少したと伝えている。その後、明治38年（1905年）には稲荷神社から「浪分神社」へと社名を改め、明治43年（1910年）3月に若林区若林に鎮座する旅立稲荷神社（保食神社）へと合祀された。

## 神社と大津波
浪分神社には、過去に東北地方太平洋側で発生した地震に伴う大津波を伝える伝承が残されている。
- 現在の鎮座地は、慶長16年（1611年）の慶長三陸地震に伴い発生した大津波のときに当地を襲った津波が二つに分かれ、その後、水が引いた場所だと伝わる。
- 神社が創建された後、あるとき東北地方で大津波があり、何度も大波が押し寄せ、当地でも多くの溺死者が発生したと伝わる。そのとき、海の神が白馬に乗って降臨し、襲い来る大津波を南北二つに分断して鎮めたという。この白馬伝説は天保6年の宮城県沖地震以降に語られるようになったという。

これらの津波に関する伝承は、稲荷神社を「津波除け」の神社としての神徳を高めることにつながり、「浪分大明神」という名で呼ばれるようになった。
浪分神社の他にも、仙台市近隣には津波に関する伝承を持つ神社が多くある。
- 宮城郡七ヶ浜町の鼻節神社境内の大根明神社は、沖にあった旧社地の岩礁が貞観12年（869年）貞観地震の津波により海底に沈んだため、その社殿を遥拝するためのものである。現在も社殿の沖約7キロの海底には、社伝のとおり岩礁と石祠が沈んでいるという。
- 名取市愛島地区の清水峯神社は、貞観地震の大津波の被害により疫病が発生したため、貞観12年（870年）兵庫県の広峯神社から疫病鎮めの神徳を持つ牛頭天王を勧請した神社である。現在の祭神は牛頭天王と習合した建速須佐之男命である。
- 名取市の熊野那智神社の御神体とされる十一面観音像は、貞観13年（871年）に漁師が波間で「揺り上げ」られていたのを引き上げたものだという。この観音像は現在も、熊野那智神社のそばにある那智山紹楽寺観音堂の秘仏本尊として安置されている。
- 仙台市太白区長町の舞台八幡神社境内の蛸薬師の本尊である薬師如来は、慶長16年（1611年）の慶長三陸地震による津波が名取川・広瀬川を遡上したため長町付近が浸水し、その時に流れ着いた「蛸が吸い付いた薬師如来像」を祀ったものと伝わる。

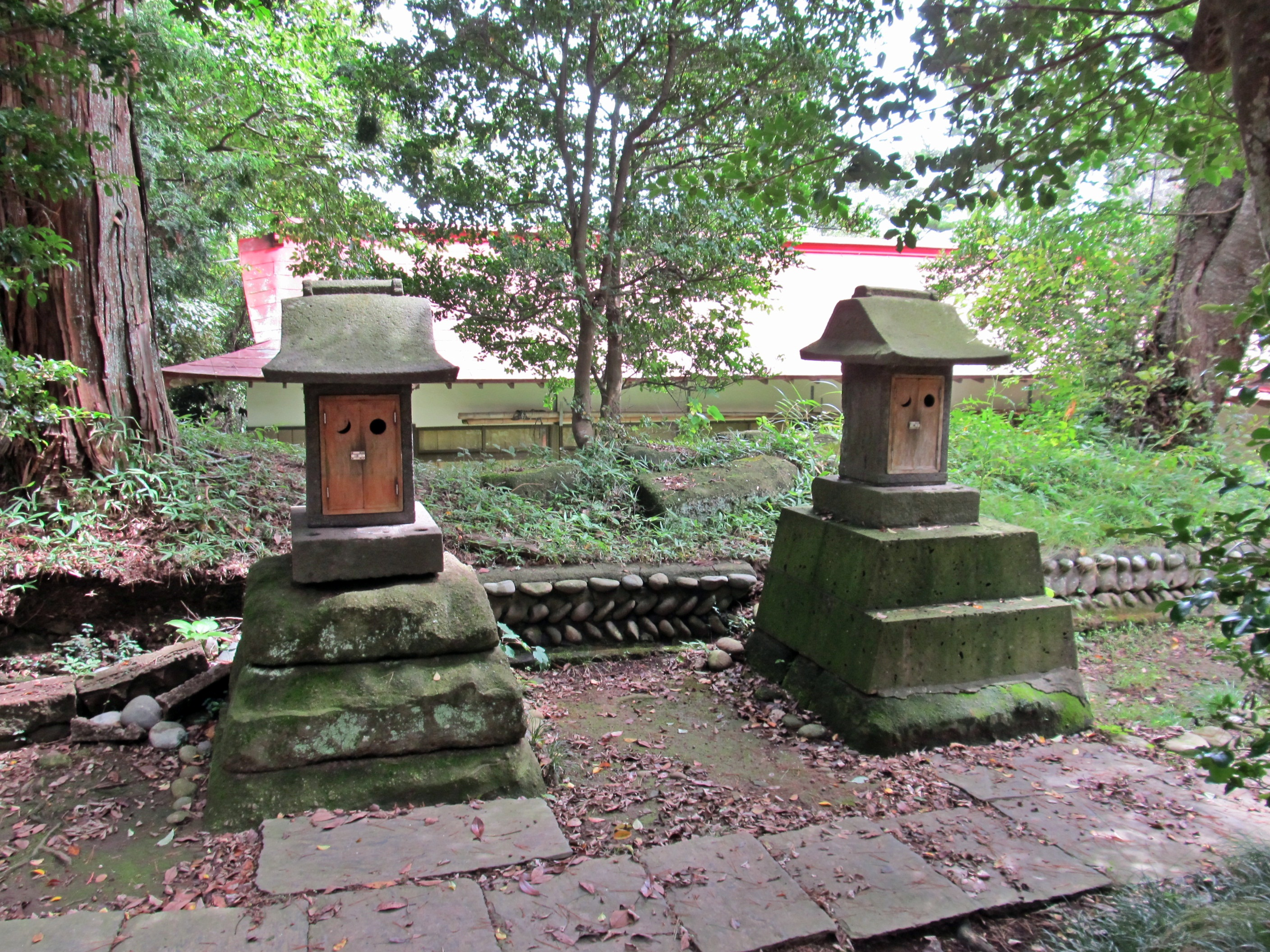
鼻節神社境内社の東大根明神社・西大根明神社
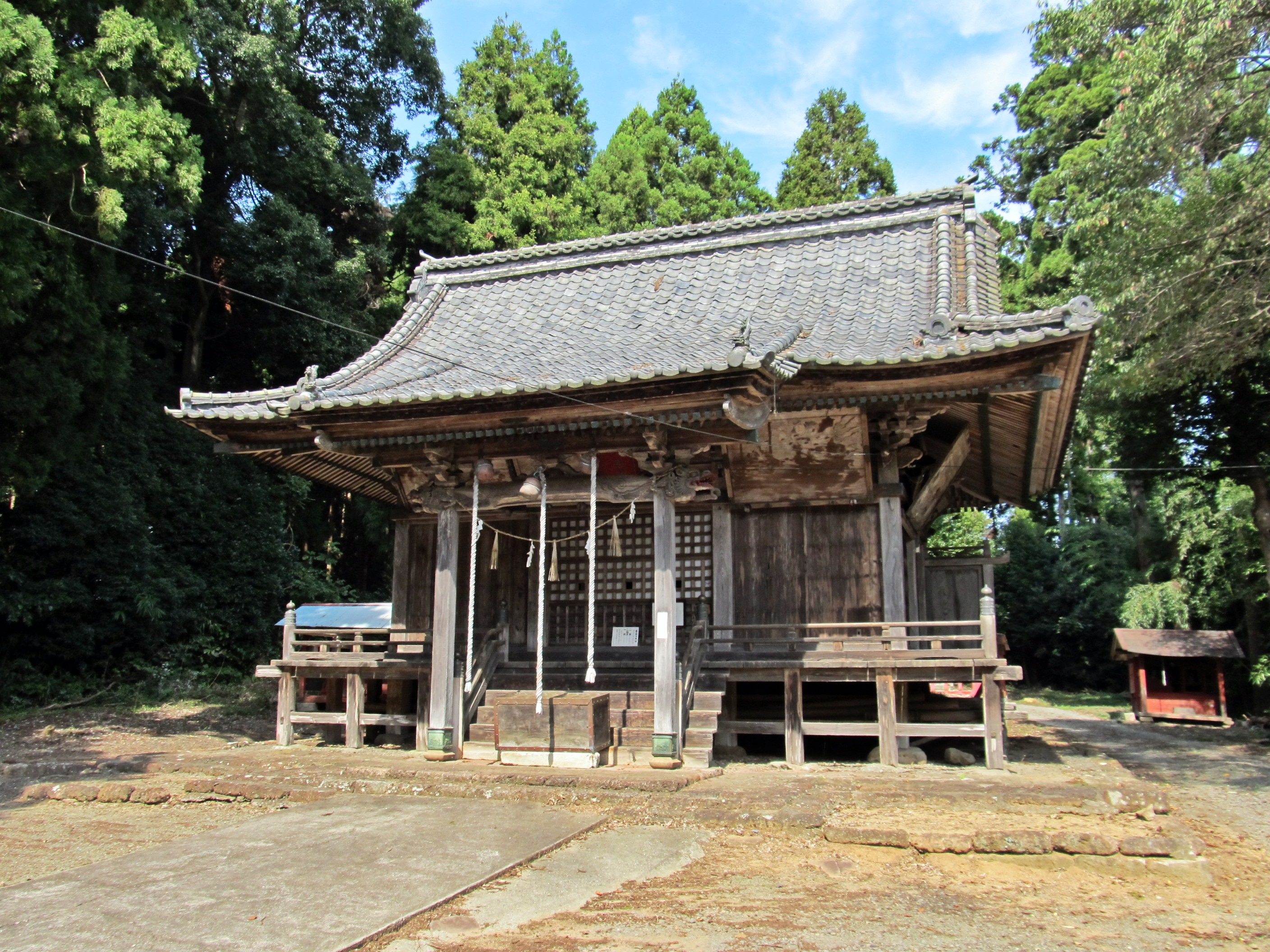
清水峯神社拝殿
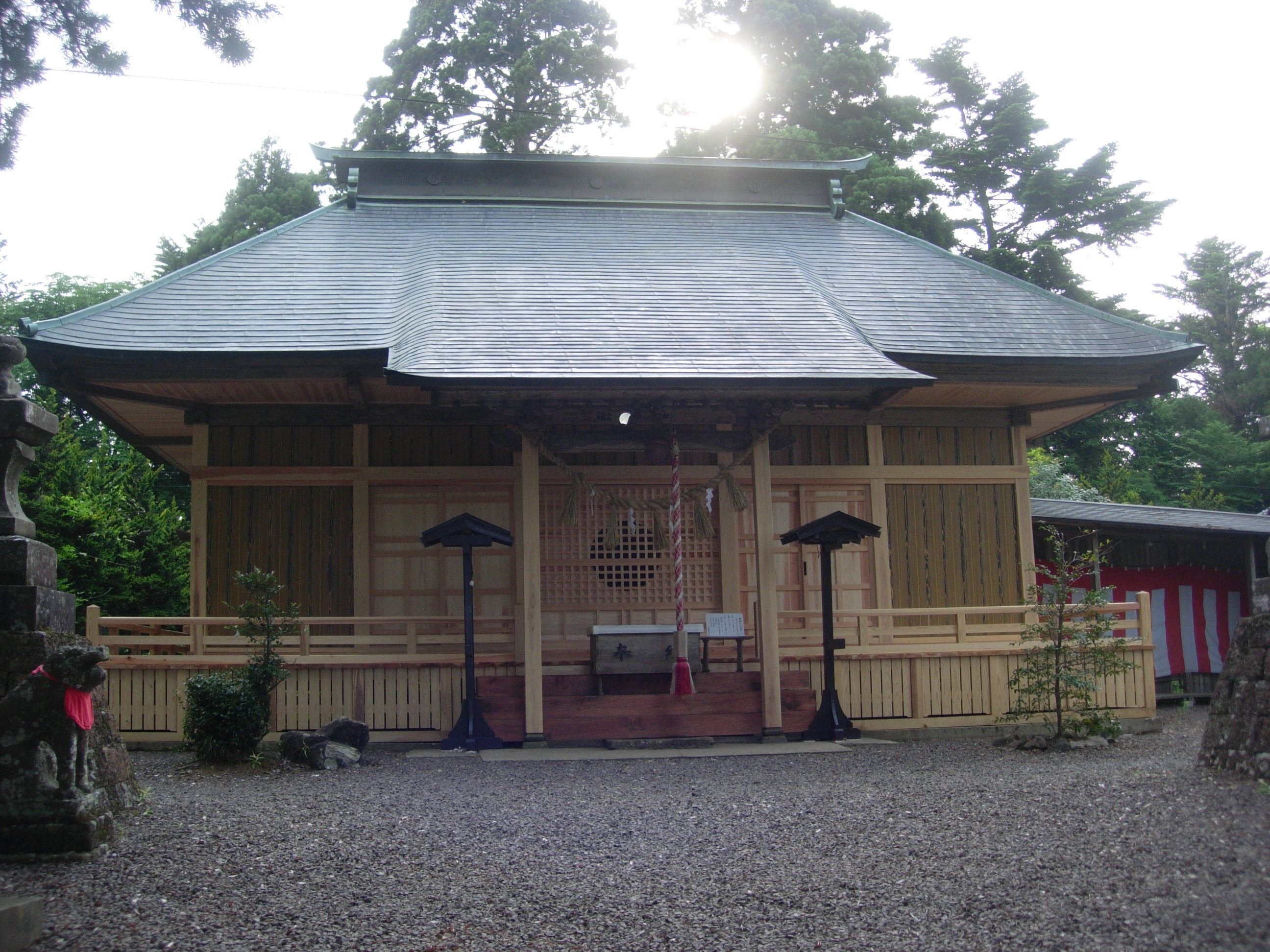
熊野那智神社拝殿
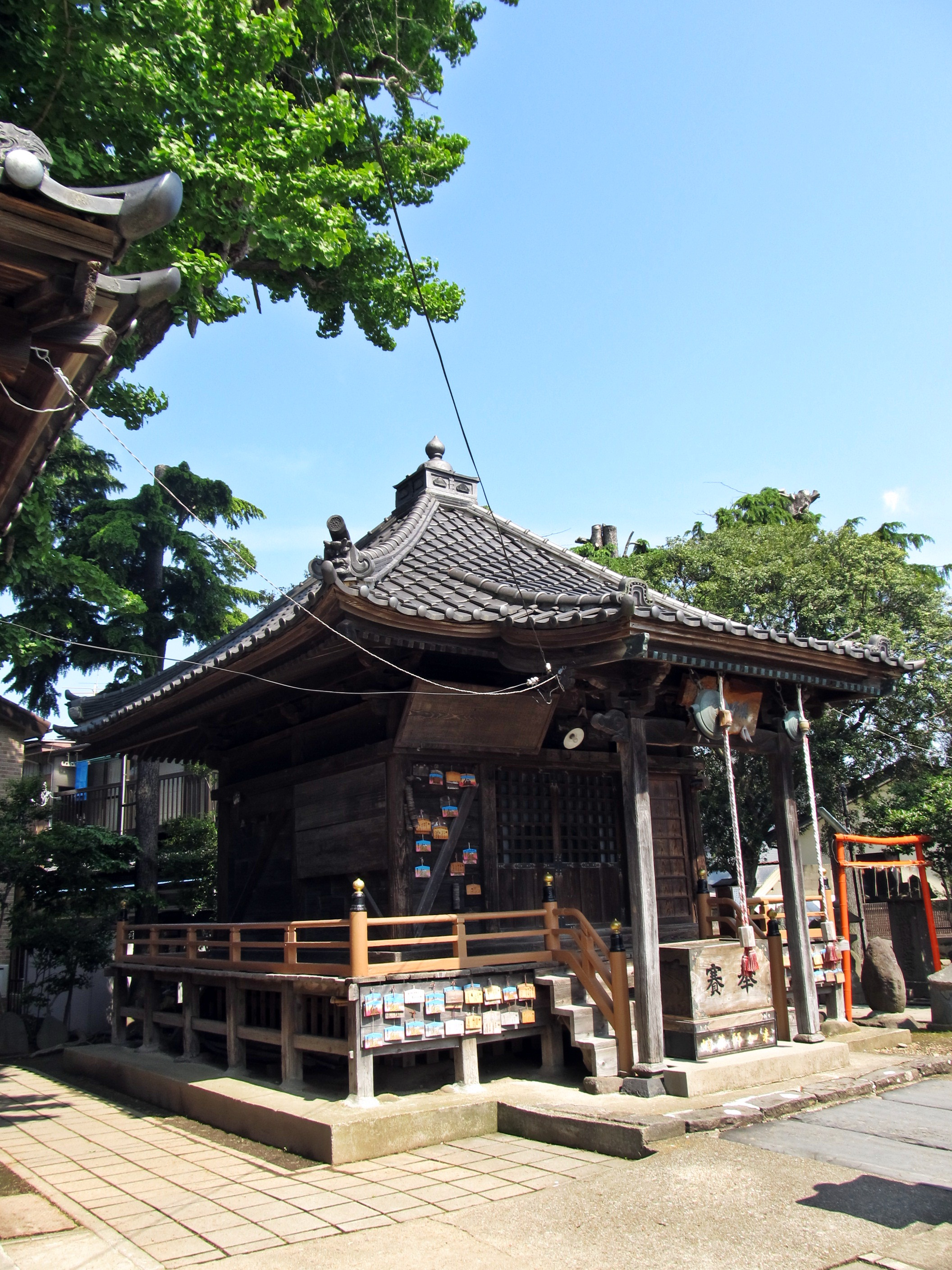
舞台八幡神社境内の蛸薬師

その他にも、東北地方の太平洋側の神社には、大津波に関係する伝承を残す神社が多く存在している。一部ではあるが紹介する。
- 福島県相馬郡の黒木諏訪神社の社殿裏には「姥杉」という杉の老木があった。姥杉に伝わる伝承によれば、慶長16年（1611年）の慶長三陸地震による津波が起きた際に、流されてきた船をこの杉に繋ぎ止めたという伝承がある。なお、この姥杉は、2011年の東北地方太平洋沖地震の後に社殿に倒れかかる恐れがあったため伐採された。
- また、新地町福田地区の諏訪神社の西にある「地蔵森」という山は、同じく慶長三陸地震の時の津波が起きた際に、福田字船輪沢にあった石地蔵を船に乗せて山頂に移したものを祀ることから名付けられたという。この地蔵像は、現在も地蔵森の山頂にある「地蔵森神社」に祀られている。

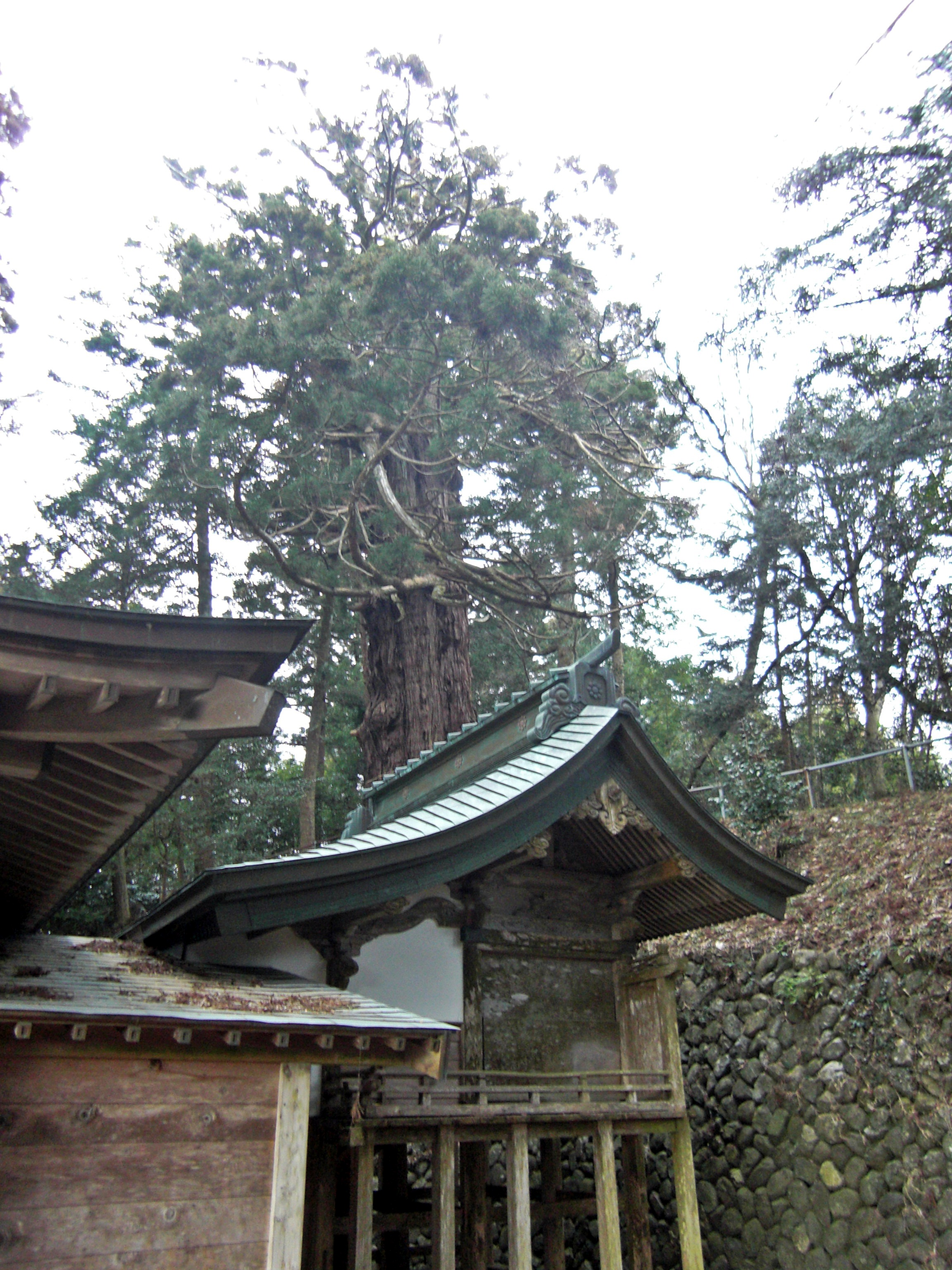
黒木諏訪神社の本殿と姥杉(2011年1月撮影)
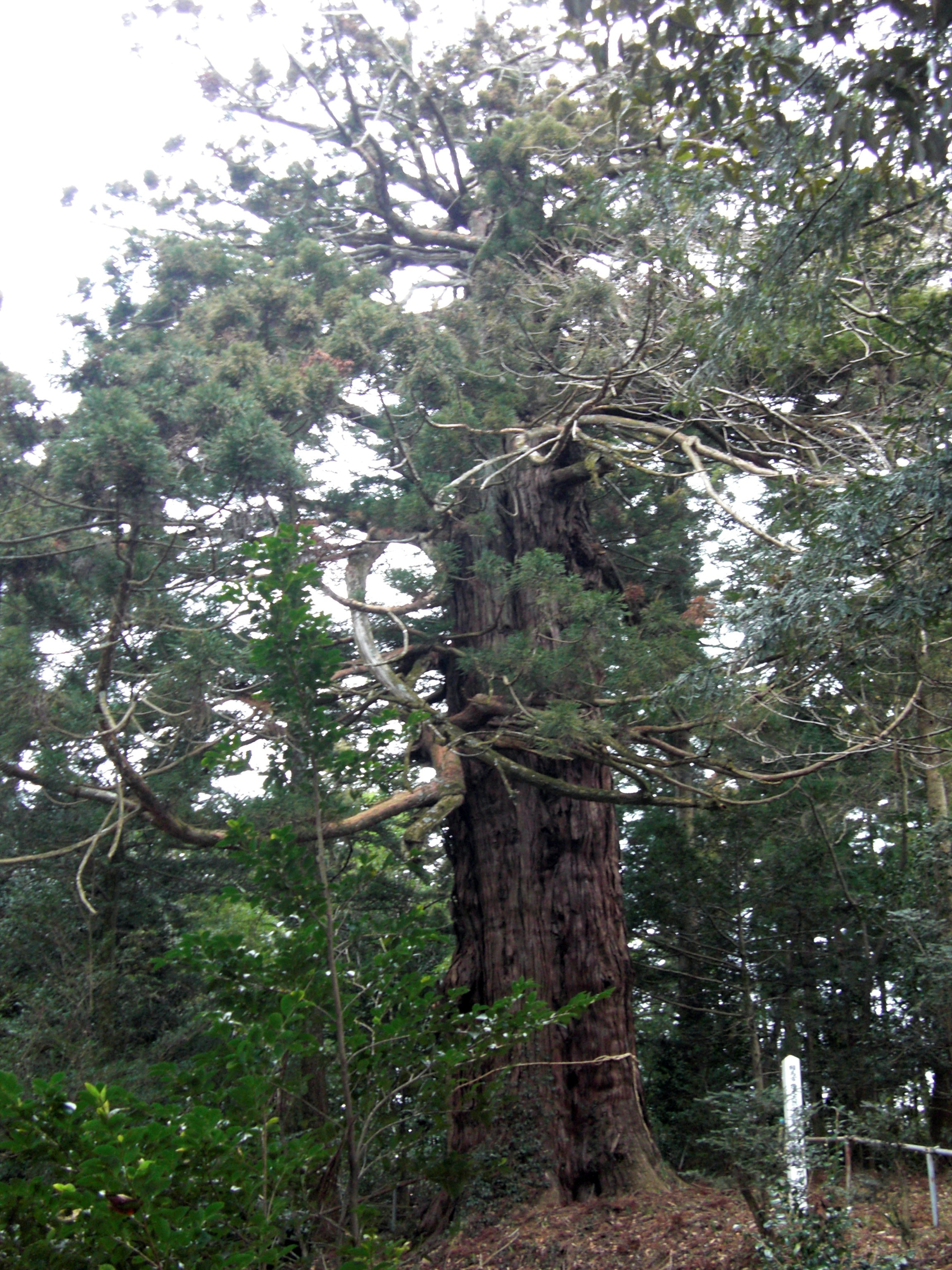
黒木諏訪神社の姥杉(2011年1月撮影)

## 境内
- 社殿（拝殿・幣殿・本殿）：本殿の下には、浪分神社創建当時の石祠が納められている。
- その他に、湯殿山石碑、地蔵像、社伝に書かれている庚申・山神・疱瘡神の石祠が境内にある。

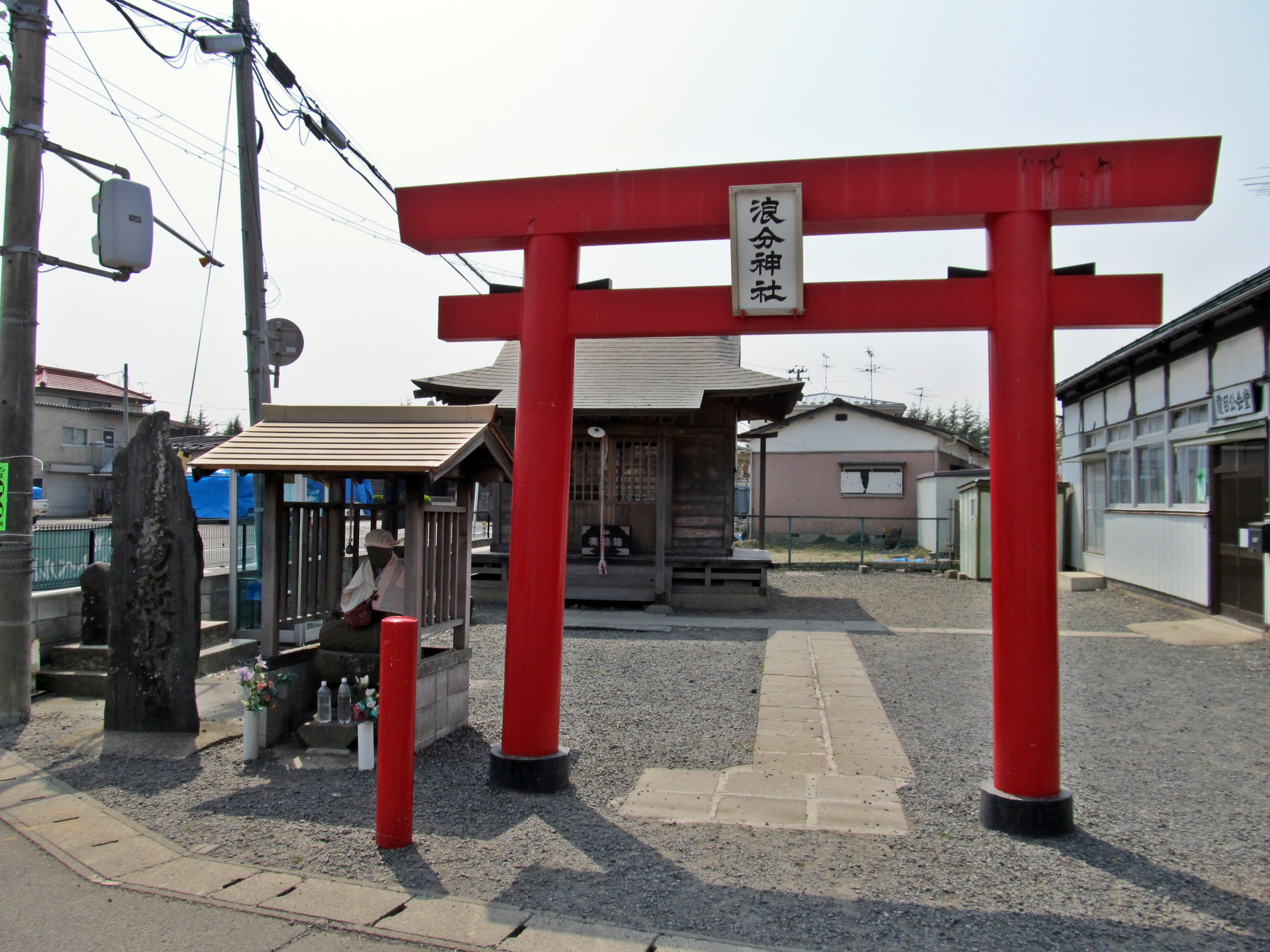
浪分神社鳥居 鳥居横には地蔵像と湯殿山碑がある
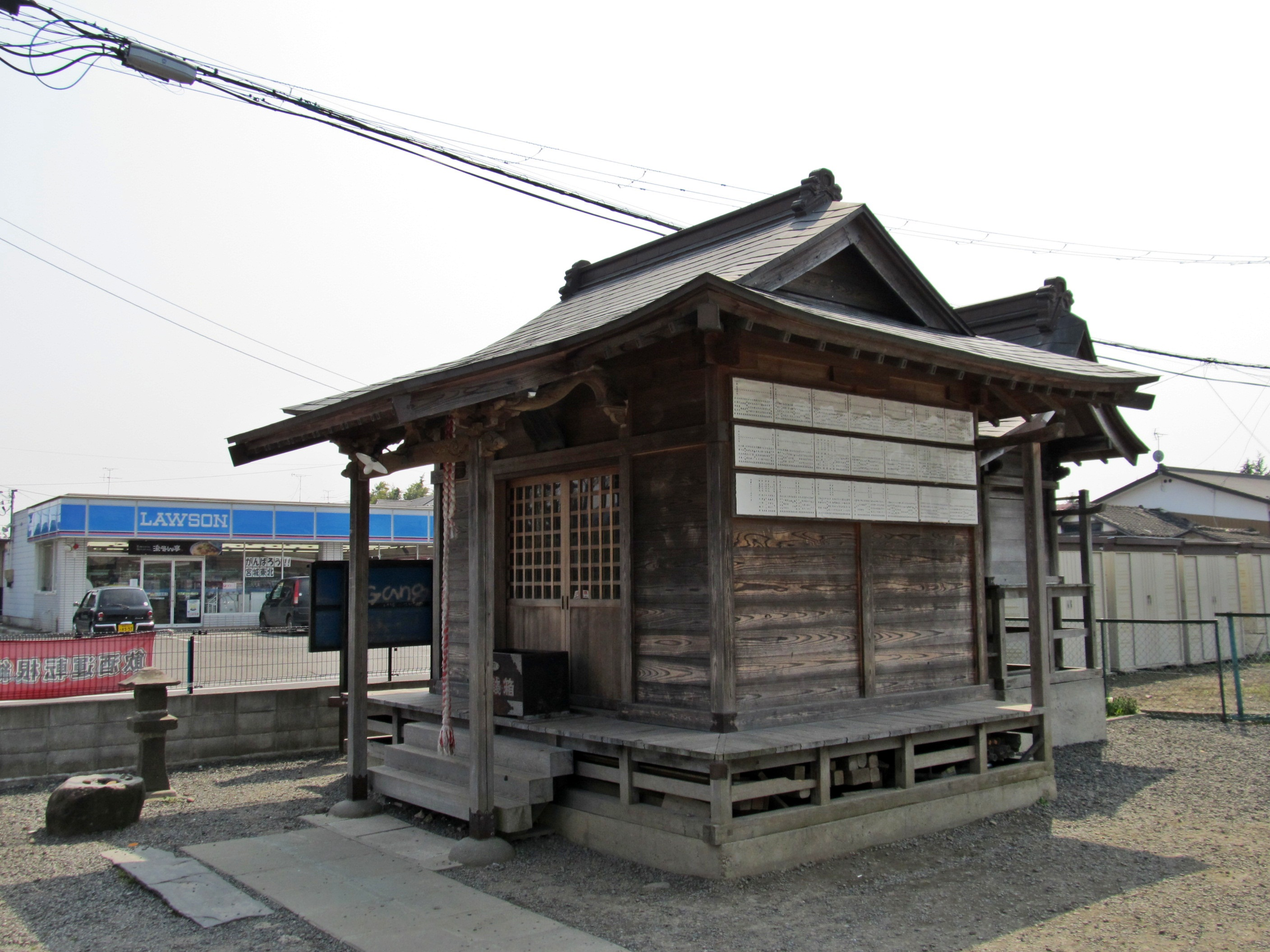
浪分神社社殿
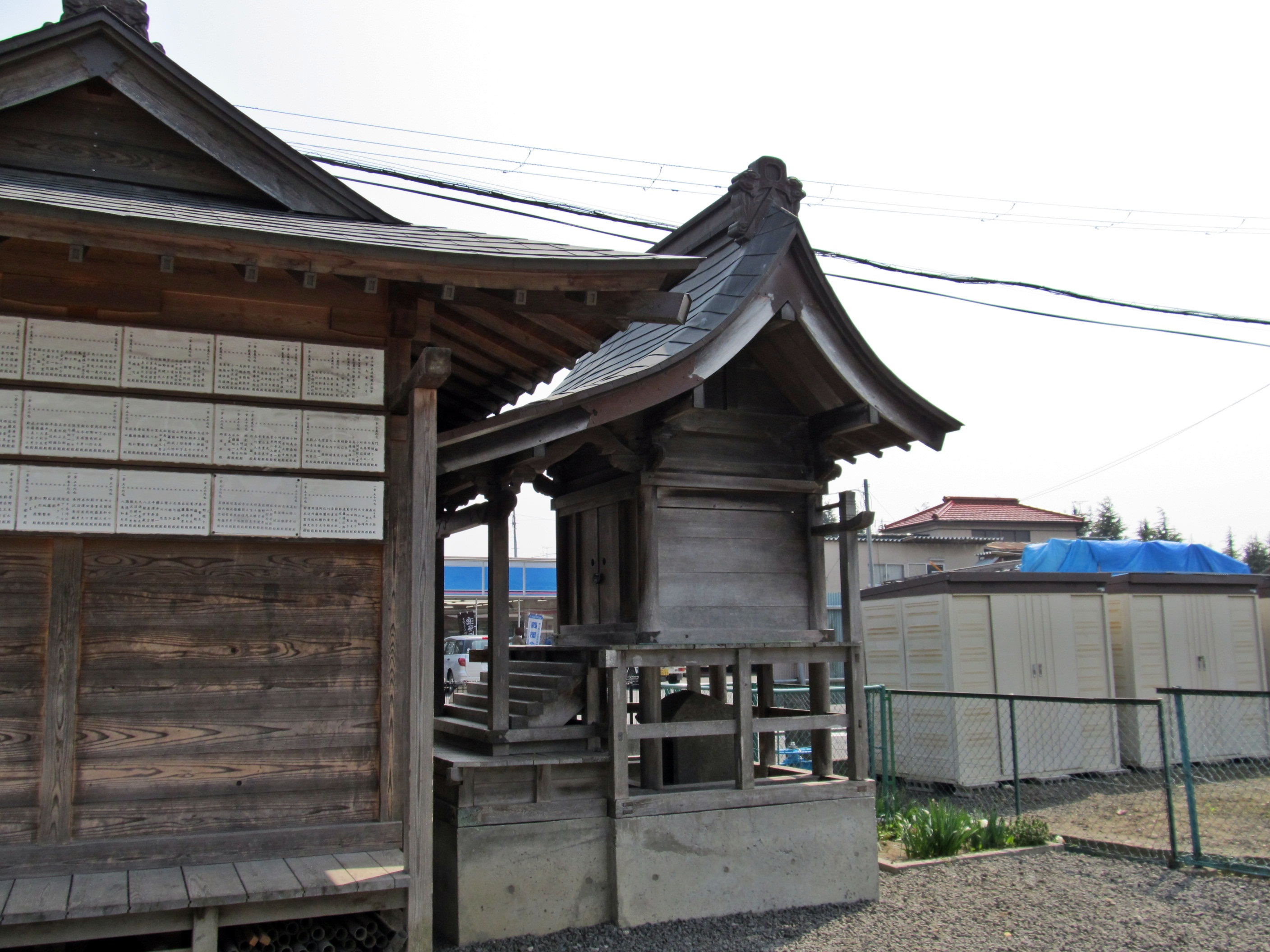
浪分神社本殿 創建時の石祠が本殿の下に納められている

## 交通
- 仙台市営バス霞の目バス停から徒歩1分、霞の目営業所前バス停から徒歩12分。
- 仙台市地下鉄東西線卸町駅から約2.6km、徒歩40分。
- 仙台市地下鉄東西線六丁の目駅から約2.5km、徒歩35分。